# 湯紹恩
湯紹恩，字汝承，號篤斋，四川潼川州安岳县人，民籍，明朝政治人物，進士出身。

## 生平
嘉靖五年（1526年），中丙戌科二甲十五名進士。十四年，由戶部郎中遷德安知府，不久迁绍兴知府，為人寬厚長者，性儉素，內服疏布。任期內修建學校，緩刑罰，恤貧弱，治理水旱。于山阴县主持修建三江闸，使得山陰、會稽、蕭山三邑數百里不再受水患災害。百姓為稱讚其德，為其立廟奉祀。历官河南按察司副使、山東布政使司左参政，嘉靖二十四年（1545年）正月升河南按察使，隨後升至山東右布政使，致仕歸，97歲去世。
清代时因其创建三江闸，有功于绍兴，雍正三年（1725）封为宁江伯。

## 家族
父汤佐，弘治初進士，仕至參政。